# 純文學
纯文学或美文（法語：Belles-lettres）源自法语，意为“美丽的”或者“精美的”，指以语言艺术本身为主要追求的文学作品或者倾向。文学本身即是纯文学的目的，而不是其他。

## 历史
历史上，美文指16世纪法国流行的关于文学作品目的的思想。这种思想认为，文学作品应该以优雅的文字风格作为发展方向，所以强调文学作品的纯艺术性，以及语言文字的美感，推崇“贵族式”的语言风格。18世纪作家对这种思想进行了批评，主张使用更接近日常生活的语言风格，而不是古典的贵族式语言风格。